# Cobi Benatoff

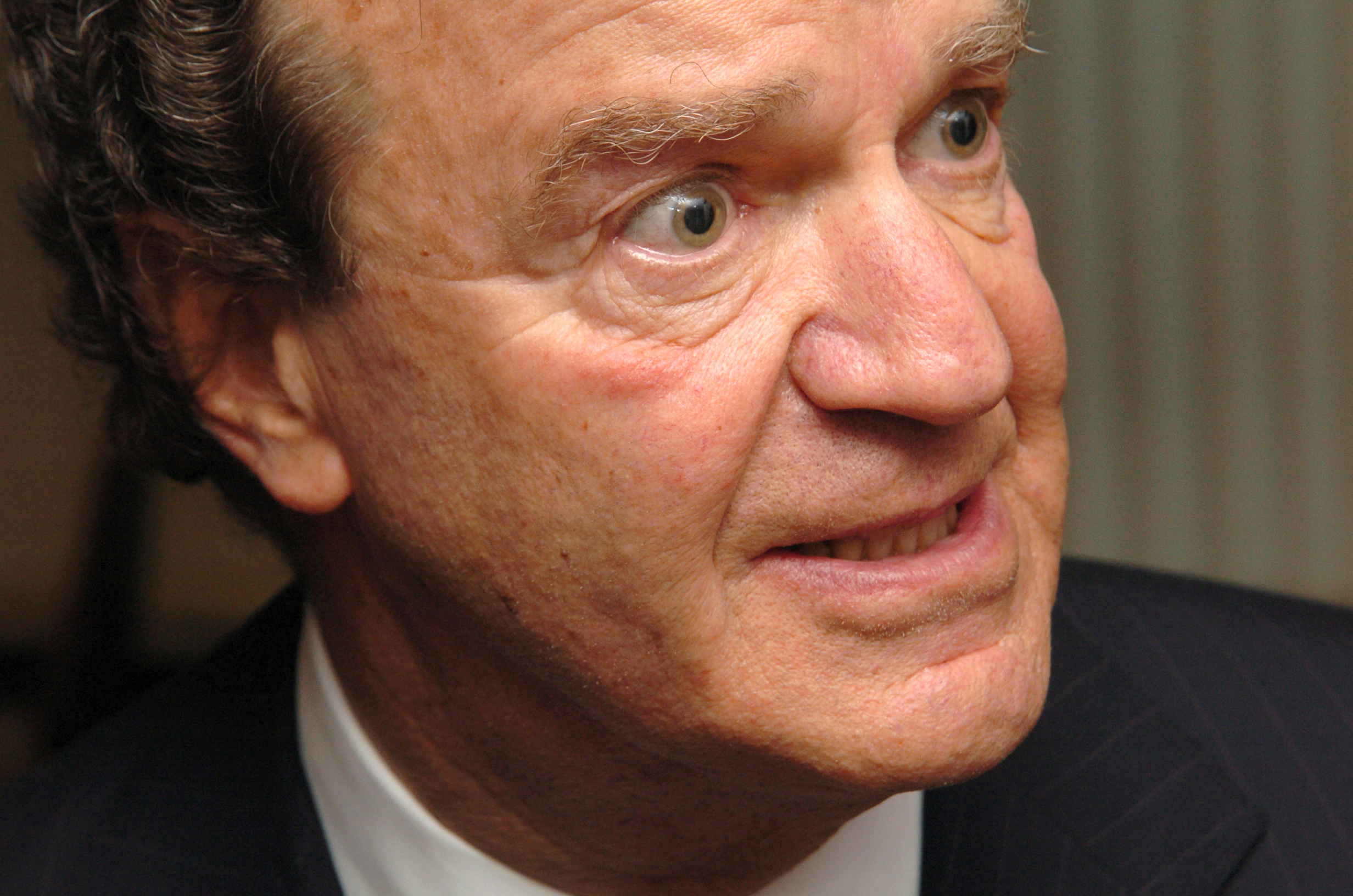
Cobi Benatoff (2003)

Cobi Benatoff (* 15. April 1944 in Tel Aviv) ist ein israelisch-italienischer Unternehmer. Er war von 2003 bis 2005 Präsident des Europäischen Jüdischen Kongresses.

## Leben
Benatoff wurde 1944 in Israel geboren und lebt seit 1947 in Italien. Er studierte Volkswirtschaftslehre an der Universität Mailand und der University of California, Los Angeles. Von 1962 bis 1964 diente er bei der Infanterie (Nachal und Fallschirmjäger) des Israelischen Heeres. Nach dem Studienabschluss 1968 trat er in das Familienunternehmen Fideco SPA ein, das seine Schwerpunkte in der Lebensmittelindustrie und im Immobiliengeschäft hat.
Seit 1986 ist Benatoff Mitglied der jüdischen Gemeinde in Mailand, der er von 1990 bis 1998 als Präsident vorstand. Von 2002 bis 2006 war er im Vorstand der italienischen Dachorganisation. Von 2003 bis 2005 war er Präsident des Europäischen Jüdischen Kongresses (EJC). Danach bekleidete er verschiedene Positionen beim World Jewish Congress, dessen Schatzmeister er derzeit ist. Er ist u. a. Mitglied der Jewish Claims Conference und des European Council of Jewish Communities. Letzterem stand er von 1999 bis 2003 vor.
Er ist verheiratet und hat drei Kinder.